# 盂城驿
盂城驿位于中国江苏省高邮市高邮街道馆驿巷，京杭大运河东侧，是明清时大运河沿线规模最大的驿站。驿站名中的盂城二字是高邮的别称:3:88，取自秦观的《送孙诚之尉北海》“吾乡如覆盂，地处扬楚脊。”一句:41。
驿站建于明洪武八年（1375年）。永乐年间重修，嘉靖三十六年（1557年）毁于火，隆庆二年（1568年）重修。清康熙、嘉庆、道光年间先后修葺。据记载，驿站鼎盛时厅房多达100多间，驿马多达65匹，驿船多达18条，马夫和水夫多达200多人。盂城驿现已被列为全国重点文物保护单位和国家4A级旅游景区，并作为大运河的一部分被列为世界遗产。现在的盂城驿占地面积约为1.6万平方米:381，现存的建筑有门厅、皇华厅（正厅）、驻节堂（后厅）等。

## 历史沿革
盂城驿于明洪武八年（1375年）建立:270:152，嘉靖三十六年（1557年）被烧毁，后于隆庆二年（1568年）由高邮州知州赵来亨重建:381:660，清嘉庆、道光年间重修:16，现存的绝大部分建筑都是清代重建的。1913年（民国2年）1月，北洋军阀宣布裁撤掉中国所有的驿站，盂城驿也不例外，被埋没在历史的长河之中:1。
1985年，中国在开展文物普查工作时发现了这座驿站的文化价值。1996年，盂城驿被列为第四批全国重点文物保护单位。此后的5年内，盂城驿进行了两次修复。2013年，盂城驿的修复全面结束并对外开放。
2014年，盂城驿作为大运河的一部分被列为世界遗产:3。同年，盂城驿被列为国家3A级旅游景区。2015年，盂城驿被列为国家4A级旅游景区。2016年第一季度，盂城驿共接待了13.84万名，创造了历史新高。

## 总体布局

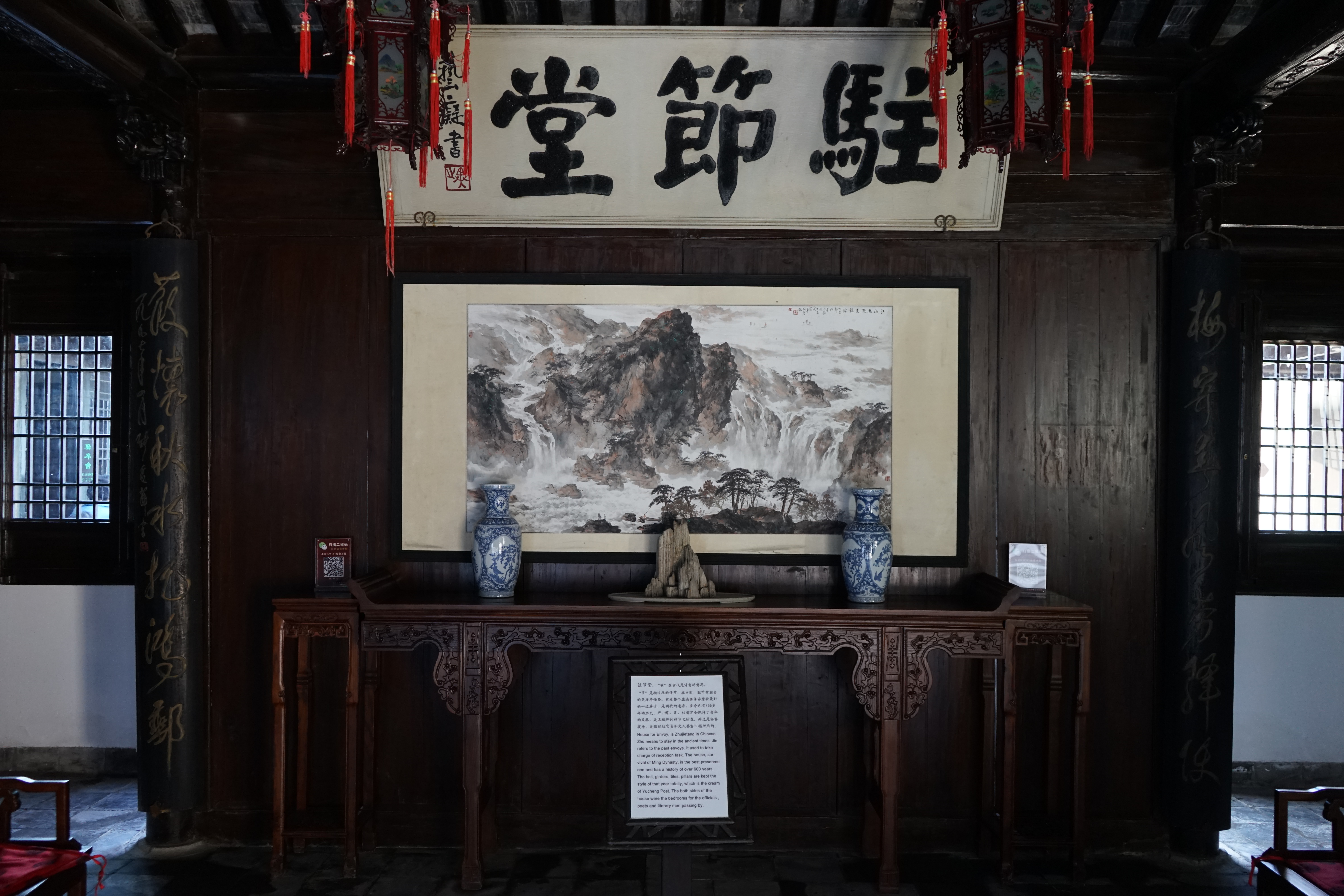
驻节堂是盂城驿保存最完好的一座建筑，里面的柱、梁等均为明代原物。

盂城驿的中心建筑是一座三层楼高的鼓楼，坐北朝南，是盂城驿最高的建筑。鼓楼底层的墙面嵌有《捐款纪念碑》和《重修盂城驿记》。第二层外部设有一块写有“古驿重光”的匾额；此外，鼓楼还设置了中国明史学会执行会长刘重日题写的“置邮传命”和中国国家外交部副部长姜恩柱题写的“飞”等匾额。第三层外部的侧边则悬挂有匾额，上题“鼓楼”二字，由东南大学教授潘谷西所写。建筑还设有匾额“国脉所系”。在此可俯瞰周边景色。
古驿的管理中心皇华厅又名正厅，当地人俗称接官厅:152，是一座明代的五开间建筑，旧时主要用来传达政令、迎接官员宾客，堂中置有一副楹联。驻节堂又称后厅，是驿丞和州官接待来客的地方。堂内梁柱的历史可追溯至明代，桌椅均由红木制作，屏门上方悬有匾额，匾额上题写有“驻节堂”三字，东西房均为寝房。后院则为驿卒舍和库房厨房等地。此外，盂城驿内还设有息厅、敞厅、秦邮公馆、驿马饮水地等建筑。

## 保护修复与管理工作

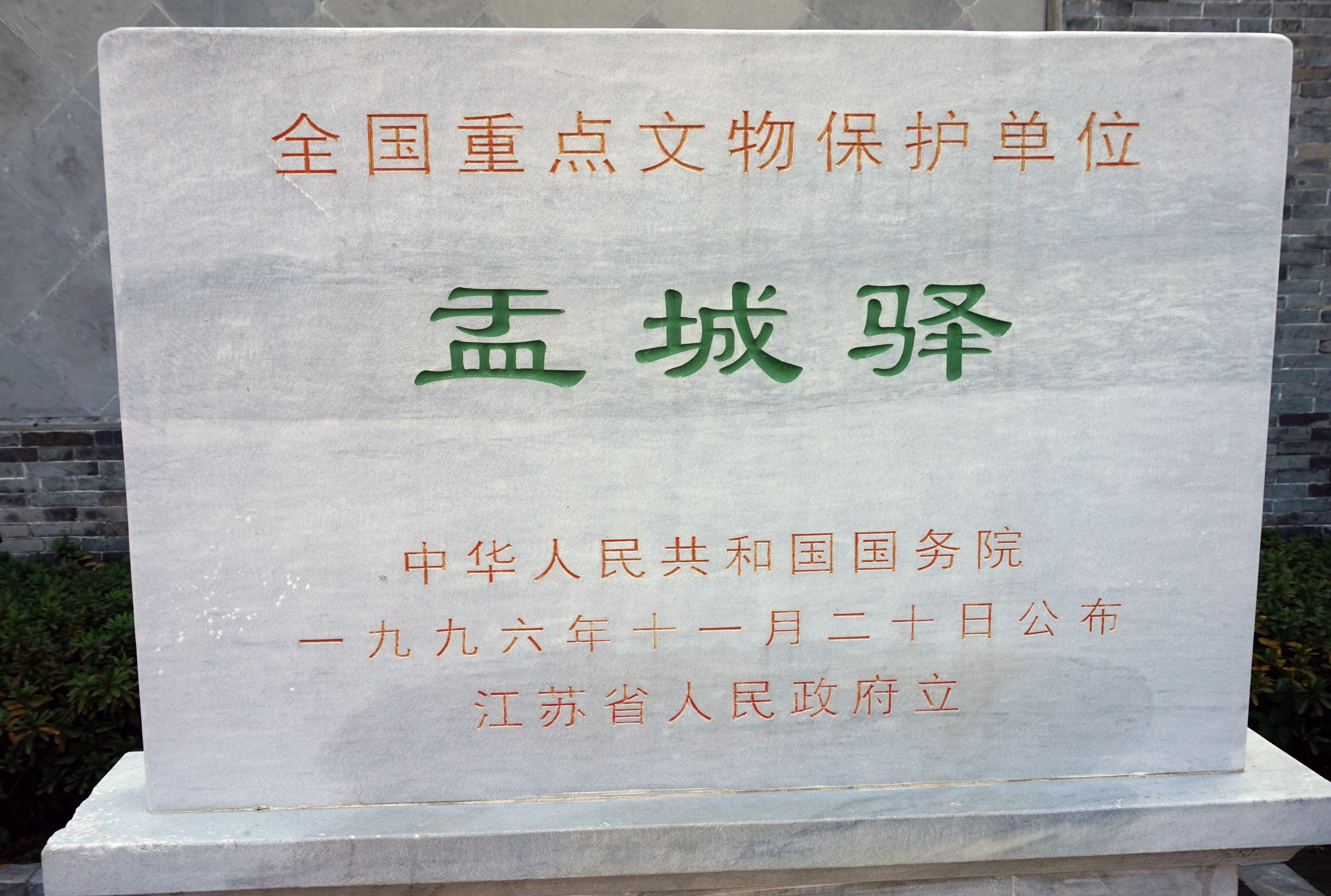
盂城驿的文物保护碑

本节旨在列出除被列为世界遗产和文物保护单位等措施之外的保护修复工作。同济大学、东南大学城市规划设计研究院、浙江古建筑设计研究院、河海大学、扬州建筑设计研究院、扬州园林设计院等单位均参与到了盂城驿的修复工作中。根据政府网站的说法，盂城驿的保护区划可分为遗产区和缓冲区两部分，管理要点包括禁止拆迁重建、坚持“最小干预原则”、注意防火和日常维护工作等。
2016年，盂城驿景区管理委员会成立。高邮市文广新局局长魏道智担任委员会主任，高邮市文广新局副局长兼文物局局长赵小山担任副主任和盂城驿景区管理委员会办公室主任二职。

### 网站
- 官方网站 （页面存档备份，存于）

### 图片
- 盂城驿新貌
- 鼓楼风光